# FA Cup 2021-22
La FA Cup 2021-22 (también conocida como Football Association Challenge Cup) fue la 141.ª edición del torneo de fútbol más antiguo del mundo. Está patrocinado por Emirates y se conoce como The Emirates FA Cup para fines de patrocinio. El ganador se clasificó a la fase de grupos de la Liga Europa de la UEFA 2022-23.
El Leicester City, campeón vigente del torneo cayó eliminado en la cuarta ronda eliminatoria.

## Programación
El 2 de julio de 2021, se anunció que la FA confirmó que 729 equipos de todas las divisiones del fútbol inglés podrían competir en el torneo, siendo ocho menos que la edición anterior.
Todos los 92 equipos de las divisiones profesionales en el Sistema Nacional de Ligas — 20 de la Premier League y 72 de la EFL Championship, EFL League One y EFL Two — fueron aceptados en la competencia, y los lugares de las divisiones anteriores a partir de la quinta (National League) e inferiores jugarían las rondas de clasificación.

### Fechas de ronda y sorteo
Las fechas planificadas para las primeras rondas de clasificación se dieron a conocer a los clubes del Sistema Nacional de Ligas a fines de julio, y fueron confirmadas por la FA el 2 de julio de 2021. Los "Replays" fueron eliminados en la edición anterior para evitar retrasos debido a la pandemia, pero para esta edición regresan los replays para todas las rondas en caso de que haya empates. Asimismo, todas las rondas de esta competición se jugarán en fin de semana a excepción de la quinta ronda que se jugará entre semana: martes y miércoles.
| Fase                    | Ronda                          | Fecha principal          | N.º de equipos entrantes | N.º de ganadores entrantes | N.º de partidos | Ligas de nuevos participantes                                                                        | Ref.  |
| ----------------------- | ------------------------------ | ------------------------ | ------------------------ | -------------------------- | --------------- | --- | ----- |
| Rondas de clasificación | Ronda Extra Preliminar         | 7 de agosto de 2021      | 348                      | Ninguno                    | 174             | Niveles 8, 9 y 10 del Sistema de ligas de fútbol de Inglaterra                                       | [ 2 ] |
| Rondas de clasificación | Ronda Preliminar               | 21 de agosto de 2021     | 136                      | 174                        | 155             | Nivel 8 del Sistema de ligas de fútbol de Inglaterra                                                 | [ 2 ] |
| Rondas de clasificación | Primera Ronda de Clasificación | 4 de septiembre de 2021  | 87                       | 155                        | 121             | Nivel 7 del Sistema de ligas de fútbol de Inglaterra                                                 | [ 2 ] |
| Rondas de clasificación | Segunda Ronda de Clasificación | 18 de septiembre de 2021 | 43                       | 121                        | 82              | Nivel 6 del Sistema de ligas de fútbol de Inglaterra (National League North y National League South) | [ 2 ] |
| Rondas de clasificación | Tercera Ronda de Clasificación | 2 de octubre de 2021     | Ninguno                  | 82                         | 41              | Ninguno                                                                                              | [ 2 ] |
| Rondas de clasificación | Cuarta Ronda de Clasificación  | 16 de octubre de 2021    | 23                       | 41                         | 32              | Nivel 5 del Sistema de ligas de fútbol de Inglaterra (National League)                               | [ 2 ] |
| Torneo principal        | Primera Ronda                  | 6 de noviembre de 2021   | 48                       | 32                         | 40              | EFL League One y EFL League Two                                                                      | [ 2 ] |
| Torneo principal        | Segunda Ronda                  | 4 de diciembre de 2021   | Ninguno                  | 40                         | 20              | Ninguno                                                                                              | [ 2 ] |
| Torneo principal        | Tercera Ronda                  | 8 de enero de 2022       | 44                       | 20                         | 32              | Premier League y EFL Championship                                                                    | [ 2 ] |
| Torneo principal        | Cuarta Ronda                   | 5 de febrero de 2022     | Ninguno                  | 32                         | 16              | Ninguno                                                                                              | [ 2 ] |
| Torneo principal        | Quinta Ronda                   | 2 de marzo de 2022       | Ninguno                  | 16                         | 8               | Ninguno                                                                                              | [ 2 ] |
| Torneo principal        | Cuartos de final               | 19 de marzo de 2022      | Ninguno                  | 8                          | 4               | Ninguno                                                                                              | [ 2 ] |
| Torneo principal        | Semifinal                      | 16 de abril de 2022      | Ninguno                  | 4                          | 2               | Ninguno                                                                                              | [ 2 ] |
| Torneo principal        | Final                          | 14 de mayo de 2022       | Ninguno                  | 2                          | 1               | Ninguno                                                                                              | [ 2 ] |

## Fondo de premios
Asimismo, la repartición de premios económicos va acorde al rendimiento de los equipos en la copa. Aquí se muestran cómo se reparten las ganancias según hasta qué ronda lleguen.
| Ronda                          | Destino    | Número de clubes a recibir fondos | Fondo de premios por club |
| ------------------------------ | ---------- | --------------------------------- | ------------------------- |
| Ronda Extra Preliminar         | Ganadores  | 184                               | £1,125                    |
| Ronda Extra Preliminar         | Perdedor   | 184                               | £375                      |
| Ronda Preliminar               | Ganadores  | 160                               | £1,444                    |
| Ronda Preliminar               | Perdedor   | 160                               | £481                      |
| Primera Ronda de Clasificación | Ganadores  | 117                               | £2,250                    |
| Primera Ronda de Clasificación | Perdedor   | 117                               | £750                      |
| Segunda Ronda de Clasificación | Ganadores  | 80                                | £3,375                    |
| Segunda Ronda de Clasificación | Perdedor   | 80                                | £1,125                    |
| Tercera Ronda de Clasificación | Ganadores  | 40                                | £5,625                    |
| Tercera Ronda de Clasificación | Perdedor   | 40                                | £1,875                    |
| Cuerta Ronda de Clasificación  | Ganadores  | 32                                | £9,375                    |
| Cuerta Ronda de Clasificación  | Perdedor   | 32                                | £3,125                    |
| Primera Ronda                  | Ganadores  | 40                                | £22,629                   |
| Segunda Ronda                  | Ganadores  | 20                                | £32,000                   |
| Tercera Ronda                  | Ganadores  | 32                                | £82,000                   |
| Cuarta Ronda                   | Ganadores  | 16                                | £90,000                   |
| Quinta Ronda                   | Ganadores  | 8                                 | £180,000                  |
| Cuartos de final               | Ganadores  | 4                                 | £360,000                  |
| Semifinal                      | Perdedor   | 2                                 | £450,000                  |
| Semifinal                      | Ganadores  | 2                                 | £900,000                  |
| Final                          | Subcampeón | 1                                 | £900,000                  |
| Final                          | Ganador    | 1                                 | £1,800,000                |
| Total                          | Total      | Total                             | £15,922,160               |

## Rondas de Clasificación
Todos los equipos competidores que no sean miembros de la Premier League ni de la English Football League competirán en las rondas clasificatorias para asegurar uno de los 32 lugares disponibles en la Primera Ronda. La clasificación está programada para comenzar con la Ronda Extra Preliminar el 7 de agosto de 2021.

## Primera Ronda
Los 32 ganadores de la Cuarta Ronda de Clasificación se unirán a los clubes de la League One y League Two en las 40 llaves disputadas durante el fin de semana del 6 de noviembre. El sorteo se llevó a cabo en Wembley el 17 de octubre de 2021, por la ex delantera inglesa del Arsenal, Kelly Smith y por el ex defensor jamaiquino del Leicester City, Wes Morgan. Esta ronda incluirá un equipo del octavo nivel de ligas de Inglaterra, el AFC Sudbury, como el equipo con el ranking más bajo que queda en la competencia. En esta ronda se aplicó el replay como método de desempate. La llave entre Exeter City y Bradford City tuvo la curiosidad de que su replay que originalmente ganó Exeter City por 3-0 se invalidó y tuvo que repetirse por alineación indebida del equipo ganador que hizo un sexto cambio cuando en el reglamento sólo se permiten cinco sustituciones.
| 5 de noviembre de 2021 | AFC Sudbury (8) | 0:4 (0:2) | (4) Colchester United                                           | King's Marsh, Sudbury                                 |                                                       |
| 19:55                  |                 | Reporte   | - 35' Sarpong-Wiredu - 39' Sears - 71' Jasper - 90+3' McCoulsky | Asistencia: 2,000 espectadores Árbitro(s): James Bell | Asistencia: 2,000 espectadores Árbitro(s): James Bell |

| 6 de noviembre de 2021 | Scunthorpe United (4) | 0:1 (0:1) | (3) Doncaster Rovers | Glanford Park, Scunthorpe                               |                                                         |
| 13:00                  |                       | Reporte   | - 38' (a.g.) Loft    | Asistencia: 3,301 espectadores Árbitro(s): Carl Boyeson | Asistencia: 3,301 espectadores Árbitro(s): Carl Boyeson |

| 6 de noviembre de 2021 | Gillingham (3) | 1:1 (0:1) | (3) Cheltenham Town | Priestfield Stadium, Gillingham                        |                                                        |
| 14:00                  | - Sithole 59'  | Reporte   | - 34' Pollock       | Asistencia: 2,555 espectadores Árbitro(s): Ollie Yates | Asistencia: 2,555 espectadores Árbitro(s): Ollie Yates |

| 6 de noviembre de 2021 | Bradford City (4) | 1:1 (1:0) | (4) Exeter City | Valley Parade, Bradford                                    |                                                            |
| 15:00                  | - Robinson 28'    | Reporte   | - 86' Nombe     | Asistencia: 3,236 espectadores Árbitro(s): Seb Stockbridge | Asistencia: 3,236 espectadores Árbitro(s): Seb Stockbridge |

| 6 de noviembre de 2021 | Sunderland (3) | 0:1 (0:1) | (4) Mansfield Town | Stadium of Light, Sunderland                            |                                                         |
| 15:00                  |                | Reporte   | - 5' Oates         | Asistencia: 8,620 espectadores Árbitro(s): James Oldham | Asistencia: 8,620 espectadores Árbitro(s): James Oldham |

| 6 de noviembre de 2021 | Hayes & Yeading United (7) | 0:1 (0:0) | (4) Sutton United | Skyex Stadium, Hayes                                   |                                                        |
| 15:00                  |                            | Reporte   | - 71' Randall     | Asistencia: 1,201 espectadores Árbitro(s): Sam Allison | Asistencia: 1,201 espectadores Árbitro(s): Sam Allison |

| 6 de noviembre de 2021 | Carlisle United (4)      | 2:0 (0:0) | (7) Horsham | Brunton Park, Carlisle                                 |                                                        |
| 15:00                  | - Young 69' - Clough 90' | Reporte   |             | Asistencia: 2,581 espectadores Árbitro(s): Lewis Smith | Asistencia: 2,581 espectadores Árbitro(s): Lewis Smith |

| 6 de noviembre de 2021 | Yate Town (7) | 0:5 (0:3) | (5) Yeovil Town                                                                 | Lodge Road, Yate                                           |                                                            |
| 15:00                  |               | Reporte   | - 7' Robinson - 14' Wakefield - 29' (pen.) Gorman - 48' Yussuf - 62' Lo-Everton | Asistencia: 1,600 espectadores Árbitro(s): Matthew Russell | Asistencia: 1,600 espectadores Árbitro(s): Matthew Russell |

| 6 de noviembre de 2021 | Rotherham United (3)                   | 3:0 (2:0) | (5) Bromley | New York Stadium, Rotherham                              |                                                          |
| 15:00                  | - Wiles 43' - Ladapo 45+2' - Grigg 80' | Reporte   |             | Asistencia: 4,064 espectadores Árbitro(s): Declan Bourne | Asistencia: 4,064 espectadores Árbitro(s): Declan Bourne |

| 6 de noviembre de 2021 | Portsmouth (3) | 1:0 (1:0) | (7) Harrow Borough | Fratton Park, Portsmouth                                |                                                         |
| 15:00                  | - Harness 28'  | Reporte   |                    | Asistencia: 6,869 espectadores Árbitro(s): Scott Tallis | Asistencia: 6,869 espectadores Árbitro(s): Scott Tallis |

| 6 de noviembre de 2021 | Morecambe (3) | 1:0 (0:0) | (4) Newport County | Globe Arena, Morecambe                                     |                                                            |
| 15:00                  | - Wildig 68'  | Reporte   |                    | Asistencia: 1,879 espectadores Árbitro(s): Chris Sarginson | Asistencia: 1,879 espectadores Árbitro(s): Chris Sarginson |

| 6 de noviembre de 2021 | Fleetwood Town (3) | 1:2 (1:1) | (3) Burton Albion           | Highbury, Fleetwood                                   |                                                       |
| 15:00                  | - J. Garner 12'    | Reporte   | - 14' Powell - 77' Jebbison | Asistencia: 1,362 espectadores Árbitro(s): Tom Reeves | Asistencia: 1,362 espectadores Árbitro(s): Tom Reeves |

| 6 de noviembre de 2021 | Northampton Town (4)   | 2:2 (2:1) | (3) Cambridge United        | Sixfields, Northampton                                |                                                       |
| 15:00                  | - Etete 6' - Lewis 35' | Reporte   | - 14' Smith - 66' Masterson | Asistencia: 3,792 espectadores Árbitro(s): Martin Coy | Asistencia: 3,792 espectadores Árbitro(s): Martin Coy |

| 6 de noviembre de 2021 | FC Halifax Town (5)                                                                | 7:4 (4:3) | (5) Maidenhead United              | The Shay, Halifax                                      |                                                        |
| 15:00                  | - Warren 10' - Warburton 17' - Spence 37' - Waters 42', 59' - Slew 56' - Newby 73' | Reporte   | - 13', 61' Kelly - 20', 44' Acquah | Asistencia: 1,514 espectadores Árbitro(s): Jacob Miles | Asistencia: 1,514 espectadores Árbitro(s): Jacob Miles |

| 6 de noviembre de 2021 | Chesterfield (5)                      | 3:1 (2:1) | (5) Southend United | Technique Stadium, Chesterfield                          |                                                          |
| 15:00                  | - Khan 6' - Croll 14' - Tshimanga 79' | Reporte   | - 4' Murphy         | Asistencia: 4,713 espectadores Árbitro(s): Scott Simpson | Asistencia: 4,713 espectadores Árbitro(s): Scott Simpson |

| 6 de noviembre de 2021 | Kidderminster Harriers (6) | 1:0 (0:0) | (5) Grimsby Town | Aggborough Stadium, Kidderminster                        |                                                          |
| 15:00                  | - Hemmings 72' (pen.)      | Reporte   |                  | Asistencia: 2,791 espectadores Árbitro(s): Gareth Rhodes | Asistencia: 2,791 espectadores Árbitro(s): Gareth Rhodes |

| 6 de noviembre de 2021 | Wigan Athletic (3) | 0:0     | (5) Solihull Moors | DW Stadium, Wigan                                           |                                                             |
| 15:00                  |                    | Reporte |                    | Asistencia: 2,483 espectadores Árbitro(s): Daniel Middleton | Asistencia: 2,483 espectadores Árbitro(s): Daniel Middleton |

| 6 de noviembre de 2021 | Boreham Wood (5)   | 2:0 (1:0) | (5) Eastleigh | Meadow Park, Borehamwood                                    |                                                             |
| 15:00                  | - Boden 45+1', 61' | Reporte   |               | Asistencia: 931 espectadores Árbitro(s): Sunny Sukhvir Gill | Asistencia: 931 espectadores Árbitro(s): Sunny Sukhvir Gill |

| 6 de noviembre de 2021 | York City (6) | 0:1 (0:0) | (7) Buxton        | York Community Stadium, York                             |                                                          |
| 15:00                  |               | Reporte   | - 85' De Girolamo | Asistencia: 3,791 espectadores Árbitro(s): Aaron Jackson | Asistencia: 3,791 espectadores Árbitro(s): Aaron Jackson |

| 6 de noviembre de 2021 | Ipswich Town (3) | 1:1 (1:1) | (4) Oldham Athletic | Portman Road, Ipswich                                |                                                      |
| 15:00                  | - Burns 8'       | Reporte   | - 41' Keillor-Dunn  | Asistencia: 8,845 espectadores Árbitro(s): Neil Hair | Asistencia: 8,845 espectadores Árbitro(s): Neil Hair |

| 6 de noviembre de 2021 | AFC Wimbledon (3) | 1:0 (1:0) | (6) Guiseley | Plough Lane, Merton                                     |                                                         |
| 15:00                  | - Palmer 44'      | Reporte   |              | Asistencia: 4,973 espectadores Árbitro(s): Martin Woods | Asistencia: 4,973 espectadores Árbitro(s): Martin Woods |

| 6 de noviembre de 2021 | Harrogate Town (4)     | 2:1 (0:1) | (5) Wrexham      | Wetherby Road, Harrogate                                |                                                         |
| 15:00                  | - Power 73' - Orsi 78' | Reporte   | - 38' Ponticelli | Asistencia: 2,403 espectadores Árbitro(s): Scott Oldham | Asistencia: 2,403 espectadores Árbitro(s): Scott Oldham |

| 6 de noviembre de 2021 | Hartlepool United (4)         | 2:2 (1:0) | (3) Wycombe Wanderers                     | Victoria Park, Hartlepool                                  |                                                            |
| 15:00                  | - Cullen 45+1' - Molyneux 65' | Reporte   | - 63' Forino-Joseph - 74' (pen.) Jacobson | Asistencia: 4,271 espectadores Árbitro(s): Darren Drysdale | Asistencia: 4,271 espectadores Árbitro(s): Darren Drysdale |

| 6 de noviembre de 2021 | King's Lynn Town (5) | 0:1 (0:1) | (4) Walsall   | The Walks, King's Lynn                                  |                                                         |
| 15:00                  |                      | Reporte   | - 15' Kiernan | Asistencia: 1,934 espectadores Árbitro(s): Robert Lewis | Asistencia: 1,934 espectadores Árbitro(s): Robert Lewis |

| 6 de noviembre de 2021 | Crewe Alexandra (3) | 0:3 (0:1) | (4) Swindon Town              | Gresty Road, Crewe                                       |                                                          |
| 15:00                  |                     | Reporte   | - 25', 79' Reed - 52' Simpson | Asistencia: 2,303 espectadores Árbitro(s): Trevor Kettle | Asistencia: 2,303 espectadores Árbitro(s): Trevor Kettle |

| 6 de noviembre de 2021 | Charlton Athletic (3)                                  | 4:0 (0:0) | (6) Havant & Waterlooville | The Valley, Charlton                                  |                                                       |
| 15:00                  | - Davison 72' - Stockley 76' (pen.), 85' - Burstow 90' | Reporte   |                            | Asistencia: 3,865 espectadores Árbitro(s): Carl Brook | Asistencia: 3,865 espectadores Árbitro(s): Carl Brook |

| 6 de noviembre de 2021 | Crawley Town (4) | 0:1 (0:1) | (4) Tranmere Rovers | Broadfield Stadium, Crawley                                   |                                                               |
| 15:00                  |                  | Reporte   | - 38' McManaman     | Asistencia: 1,765 espectadores Árbitro(s): Charles Breakspear | Asistencia: 1,765 espectadores Árbitro(s): Charles Breakspear |

| 6 de noviembre de 2021 | Leyton Orient (4) | 1:0 (1:0) | (6) Ebbsfleet United | Brisbane Road, Londres                                 |                                                        |
| 15:00                  | - Drinan 24'      | Reporte   |                      | Asistencia: 3,451 espectadores Árbitro(s): Will Finnie | Asistencia: 3,451 espectadores Árbitro(s): Will Finnie |

| 6 de noviembre de 2021 | MK Dons (3)                 | 2:2 (1:0) | (4) Stevenage          | Stadium MK, Milton Keynes                               |                                                         |
| 15:00                  | - Darling 34' - Watters 76' | Reporte   | - 70' Barry - 73' List | Asistencia: 2,860 espectadores Árbitro(s): Simon Mather | Asistencia: 2,860 espectadores Árbitro(s): Simon Mather |

| 6 de noviembre de 2021 | Lincoln City (3) | 1:0 (0:0) | (7) Bowers & Pitsea | Sincil Bank, Lincoln                                    |                                                         |
| 15:00                  | - Sanders 66'    | Reporte   |                     | Asistencia: 5,800 espectadores Árbitro(s): Marc Edwards | Asistencia: 5,800 espectadores Árbitro(s): Marc Edwards |

| 6 de noviembre de 2021 | Port Vale (4)                                   | 5:1 (1:0) | (3) Accrington Stanley | Vale Park, Burslem                                     |                                                        |
| 15:00                  | - Wilson 30', 73', 79' - Cass 85' - Lloyd 90+3' | Reporte   | - 85' Hamilton         | Asistencia: 4,605 espectadores Árbitro(s): Ben Speedie | Asistencia: 4,605 espectadores Árbitro(s): Ben Speedie |

| 6 de noviembre de 2021 | Gateshead (6)              | 2:2 (0:0) | (5) Altrincham              | International Stadium, Gateshead                          |                                                           |
| 15:00                  | - Campbell 47' - Olley 79' | Reporte   | - 83' Dinanga - 90+5' Moult | Asistencia: 1,066 espectadores Árbitro(s): Thomas Parsons | Asistencia: 1,066 espectadores Árbitro(s): Thomas Parsons |

| 6 de noviembre de 2021 | Banbury United (7) | 0:4 (0:1) | (4) Barrow                                                 | Spencer Stadium, Banbury                                 |                                                          |
| 17:15                  |                    | Reporte   | - 8' Gordon - 55' Zanzala - 80' (pen.) Banks - 83' Stevens | Asistencia: 2,400 espectadores Árbitro(s): Rebecca Welch | Asistencia: 2,400 espectadores Árbitro(s): Rebecca Welch |

| 7 de noviembre de 2021 | Sheffield Wednesday (3) | 0:0     | (3) Plymouth Argyle | Hillsborough Stadium, Sheffield                              |                                                              |
| 12:15                  |                         | Reporte |                     | Asistencia: 7,261 espectadores Árbitro(s): Anthony Backhouse | Asistencia: 7,261 espectadores Árbitro(s): Anthony Backhouse |

| 7 de noviembre de 2021 | Oxford United (3)          | 2:2 (1:1) | (4) Bristol Rovers                | Kassam Stadium, Oxford                                 |                                                        |
| 13:00                  | - Taylor 11' - McGuane 51' | Reporte   | - 45+1' Finley - 87' (pen.) Evans | Asistencia: 5,083 espectadores Árbitro(s): Paul Howard | Asistencia: 5,083 espectadores Árbitro(s): Paul Howard |

| 7 de noviembre de 2021 | Stratford Town (7) | 1:5 (1:1) | (3) Shrewsbury Town                                         | Knights Lane, Tiddington                             |                                                      |
| 15:00                  | - Grocott 5'       | Reporte   | - 25', 54' Bowman - 57' Leahy - 62' Bennett - 90+2' Bloxham | Asistencia: 2,800 espectadores Árbitro(s): Ben Toner | Asistencia: 2,800 espectadores Árbitro(s): Ben Toner |

| 7 de noviembre de 2021 | Rochdale (4)   | 1:1 (1:0) | (5) Notts County | Spotland Stadium, Rochdale                            |                                                       |
| 15:00                  | - O'Keeffe 45' | Reporte   | - 62' Wootton    | Asistencia: 2,587 espectadores Árbitro(s): Ross Joyce | Asistencia: 2,587 espectadores Árbitro(s): Ross Joyce |

| 7 de noviembre de 2021 | Bolton Wanderers (3)       | 2:2 (2:2) | (5) Stockport County            | University of Bolton Stadium, Horwich                 |                                                       |
| 15:00                  | - Doyle 33' - Kachunga 36' | Reporte   | - 23' Quigley - 45+2' Whitfield | Asistencia: 11,183 espectadores Árbitro(s): Tom Nield | Asistencia: 11,183 espectadores Árbitro(s): Tom Nield |

| 7 de noviembre de 2021 | St Albans City (6)                     | 3:2 (2:2) | (4) Forest Green Rovers         | Clarence Park, St. Albans                               |                                                         |
| 17:15                  | - Weiss 25' - Banton 29' - Jeffers 78' | Reporte   | - 18' Stevens - 45+1' Aitchison | Asistencia: 4,100 espectadores Árbitro(s): Bobby Madley | Asistencia: 4,100 espectadores Árbitro(s): Bobby Madley |

| 8 de noviembre de 2021 | Dag & Red (5) | 0:1 (0:0) | (4) Salford City | Victoria Road, Dagenham                               |                                                       |
| 19:45                  |               | Reporte   | - 3' Turnbull    | Asistencia: 2,330 espectadores Árbitro(s): David Rock | Asistencia: 2,330 espectadores Árbitro(s): David Rock |

### Replays
| 16 de noviembre de 2021 | Bristol Rovers (4)                              | 4:3 (1:1; 0:0) (t. s.) | (3) Oxford United                            | Memorial Stadium, Horfield                           |                                                      |
| 19:00                   | - Finley 48' - Spence 110', 118' - Collins 115' | Reporte                | - 57' (pen.) Taylor - 91' Bodin - 93' Seddon | Asistencia: 4,918 espectadores Árbitro(s): Neil Hair | Asistencia: 4,918 espectadores Árbitro(s): Neil Hair |

| 16 de noviembre de 2021 | Cheltenham Town (3) | 1:0 (1:0) | (3) Gillingham | Whaddon Road, Cheltenham                              |                                                       |
| 19:45                   | - Pollock 11'       | Reporte   |                | Asistencia: 2,651 espectadores Árbitro(s): Lee Swabey | Asistencia: 2,651 espectadores Árbitro(s): Lee Swabey |

| 16 de noviembre de 2021 | Cambridge United (3)                  | 3:1 (2:0) | (4) Northampton Town | Abbey Stadium, Cambridge                                   |                                                            |
| 19:45                   | - Knibbs 13' - Smith 40' - Worman 48' | Reporte   | - 75' Rose           | Asistencia: 3,068 espectadores Árbitro(s): Darren Drysdale | Asistencia: 3,068 espectadores Árbitro(s): Darren Drysdale |

| 16 de noviembre de 2021 | Solihull Moors (5)     | 1:2 (1:1; 0:0) (t. s.) | (3) Wigan Athletic     | Damson Park, Solihull                                         |                                                               |
| 19:45                   | - A. Rooney 48' (pen.) | Reporte                | - 66' Kerr - 104' Lang | Asistencia: 3,703 espectadores Árbitro(s): Charles Breakspear | Asistencia: 3,703 espectadores Árbitro(s): Charles Breakspear |

| 16 de noviembre de 2021 | Oldham Athletic (4) | 1:2 (1:1) | (3) Ipswich Town               | Boundary Park, Oldham                                   |                                                         |
| 19:45                   | - McGahey 29'       | Reporte   | - 36' Chaplin - 81' El Mizouni | Asistencia: 2,801 espectadores Árbitro(s): Carl Boyeson | Asistencia: 2,801 espectadores Árbitro(s): Carl Boyeson |

| 16 de noviembre de 2021 | Wycombe Wanderers (3) | 0:1 (0:1) | (4) Hartlepool United | Adams Park, High Wycombe                                       |                                                                |
| 19:45                   |                       | Reporte   | - 20' Cullen          | Asistencia: 1,582 espectadores Árbitro(s): Christopher Pollard | Asistencia: 1,582 espectadores Árbitro(s): Christopher Pollard |

| 16 de noviembre de 2021 | Stevenage (4)                     | 2:1 (1:1; 0:1) (t. s.) | (3) MK Dons   | Broadhall Way, Stevenage                              |                                                       |
| 19:45                   | - Reid 61' - Norris 120+1' (pen.) | Reporte                | - 37' Darling | Asistencia: 1,876 espectadores Árbitro(s): Alan Young | Asistencia: 1,876 espectadores Árbitro(s): Alan Young |

| 16 de noviembre de 2021 | Altrincham (5)             | 2:3 (1:1) | (6) Gateshead                     | Moss Lane, Altrincham                                   |                                                         |
| 19:45                   | - Hancock 30' - Mooney 79' | Reporte   | - 22', 90+1' Langstaff - 57' Ward | Asistencia: 1,390 espectadores Árbitro(s): Martin Woods | Asistencia: 1,390 espectadores Árbitro(s): Martin Woods |

| 16 de noviembre de 2021 | Plymouth Argyle (3)             | 3:0 (2:0) | (3) Sheffield Wednesday | Home Park, Plymouth                                         |                                                             |
| 19:45                   | - Garrick 20', 67' - Hardie 36' | Reporte   |                         | Asistencia: 11,094 espectadores Árbitro(s): Chris Sarginson | Asistencia: 11,094 espectadores Árbitro(s): Chris Sarginson |

| 16 de noviembre de 2021 | Notts County (5)   | 1:2 (0:1) | (4) Rochdale                | Meadow Lane, Nottingham                               |                                                       |
| 19:45                   | - White 63' (a.g.) | Reporte   | - 15' Andrews - 90' Beesley | Asistencia: 4,416 espectadores Árbitro(s): James Bell | Asistencia: 4,416 espectadores Árbitro(s): James Bell |

| 17 de noviembre de 2021 | Stockport County (5)                                                 | 5:3 (3:3; 2:3) | (3) Bolton Wanderers                            | Edgeley Park, Stockport                                    |                                                            |
| 19:45                   | - Madden 24' (pen.) - Quigley 45', 95' - Palmer 85' - Crankshaw 119' | Reporte        | - 2' Kachunga - 6' (a.g.) Palmer - 28' Bakayoko | Asistencia: 10,084 espectadores Árbitro(s): Samuel Barrott | Asistencia: 10,084 espectadores Árbitro(s): Samuel Barrott |

Esta llave de replay tuvo que jugarse dos veces por la alineación indebida del Exeter City que realizó un sexto cambio, cuando el reglamento especifica que sólo se pueden realizar cinco sustituciones en tres ventanas. Originalmente, el primer partido tuvo un resultado de 3-0 para el Exeter City.
| 16 de noviembre de 2021                                                         | Exeter City (4)                  | Anulado | (4) Bradford City | St James Park, Exeter          |                                |
| 19:45                                                                           | - Jay 100', 115' - Atangana 105' | Reporte |                   | Asistencia: 3,509 espectadores | Asistencia: 3,509 espectadores |
| Declarado anulado por el sexto cambio del Exeter City. Resultado original: 3-0. |                                  |         |                   |                                |                                |

| 30 de noviembre de 2021 | Exeter City (4)       | 2:1 (0:1) | (4) Bradford City | St James Park, Exeter                                         |                                                               |
| 19:45                   | - Dieng 51' - Ray 80' | Reporte   | - 11' Angol       | Asistencia: 3,228 espectadores Árbitro(s): Charles Breakspear | Asistencia: 3,228 espectadores Árbitro(s): Charles Breakspear |

## Segunda Ronda
Esta fase eliminatoria contó con los 40 ganadores de la primera ronda. El sorteo de los emparejamientos se realizó nuevamente en Wembley, el 8 de noviembre de 2021, por los exfutbolistas ingleses Shaun Wright-Phillips y Rachel Yankey, estrella del Arsenal. El club del nivel más bajo en el sistema de ligas de Inglaterra que estaba en esta ronda era el Buxton, que se encontraba en el séptimo nivel. En esta ronda se seguía aplicando el replay en caso de que un partido terminase empatado, con la curiosidad de que sólo se requirió de un replay.
| 3 de diciembre de 2021 | Gateshead (6) | 0:2 (0:1) | (3) Charlton Athletic | International Stadium, Gateshead                      |                                                       |
| 19:45                  |               | Reporte   | - 30', 54' Stockley   | Asistencia: 3,746 espectadores Árbitro(s): Tom Reeves | Asistencia: 3,746 espectadores Árbitro(s): Tom Reeves |

| 3 de diciembre de 2021 | Rotherham United (3) | 1:0 (1:0) | (5) Stockport County | New York Stadium, Rotherham                            |                                                        |
| 19:45                  | - Smith 43'          | Reporte   |                      | Asistencia: 6,466 espectadores Árbitro(s): Ollie Yates | Asistencia: 6,466 espectadores Árbitro(s): Ollie Yates |

| 4 de diciembre de 2021 | Buxton (7) | 0:1 (0:1) | (3) Morecambe  | The Silverlands, Buxton                               |                                                       |
| 12:45                  |            | Reporte   | - 29' Stockton | Asistencia: 3,642 espectadores Árbitro(s): Lee Swabey | Asistencia: 3,642 espectadores Árbitro(s): Lee Swabey |

| 4 de diciembre de 2021 | Bristol Rovers (4)                  | 2:1 (0:0) | (4) Sutton United | Memorial Stadium, Horfield                                 |                                                            |
| 15:00                  | - Collins 57' (pen.) - Anderton 60' | Reporte   | - 52' Randall     | Asistencia: 4,456 espectadores Árbitro(s): Darren Drysdale | Asistencia: 4,456 espectadores Árbitro(s): Darren Drysdale |

| 4 de diciembre de 2021 | Burton Albion (3) | 1:2 (1:0) | (4) Port Vale      | Pirelli Stadium, Burton Upon Trent                    |                                                       |
| 15:00                  | - Leak 23'        | Reporte   | - 79', 82' Politic | Asistencia: 3,539 espectadores Árbitro(s): Martin Coy | Asistencia: 3,539 espectadores Árbitro(s): Martin Coy |

| 4 de diciembre de 2021 | Lincoln City (3) | 0:1 (0:0) | (4) Hartlepool United | Sincil Bank, Lincoln                                    |                                                         |
| 15:00                  |                  | Reporte   | - 52' (a.g.) Fiorini  | Asistencia: 5,506 espectadores Árbitro(s): Bobby Madley | Asistencia: 5,506 espectadores Árbitro(s): Bobby Madley |

| 4 de diciembre de 2021 | AFC Wimbledon (3)                  | 4:3 (2:1) | (3) Cheltenham Town                           | Plough Lane, Merton                                   |                                                       |
| 15:00                  | - Assal 36', 55' - Palmer 41', 65' | Reporte   | - 2' May - 73' Williams - 81' (a.g.) Heneghan | Asistencia: 4,322 espectadores Árbitro(s): Alan Young | Asistencia: 4,322 espectadores Árbitro(s): Alan Young |

| 4 de diciembre de 2021 | Leyton Orient (4)                                  | 4:0 (2:0) | (4) Tranmere Rovers | Brisbane Road, Londres                                  |                                                         |
| 15:00                  | - Smith 22', 83' - Beckles 36' - Drinan 60' (pen.) | Reporte   |                     | Asistencia: 3,248 espectadores Árbitro(s): James Oldham | Asistencia: 3,248 espectadores Árbitro(s): James Oldham |

| 4 de diciembre de 2021 | Cambridge United (3)   | 2:1 (1:1) | (4) Exeter City    | Abbey Stadium, Cambridge                              |                                                       |
| 15:00                  | - May 23' - Knibbs 88' | Reporte   | - 10' (pen.) Nombe | Asistencia: 3,068 espectadores Árbitro(s): David Rock | Asistencia: 3,068 espectadores Árbitro(s): David Rock |

| 4 de diciembre de 2021 | Doncaster Rovers (3)   | 2:3 (1:0) | (4) Mansfield Town                 | Keepmoat Stadium, Doncaster                                |                                                            |
| 15:00                  | - Horton 7' - Rowe 84' | Reporte   | - 48' Forrester - 60', 71' Lapslie | Asistencia: 7,040 espectadores Árbitro(s): Seb Stockbridge | Asistencia: 7,040 espectadores Árbitro(s): Seb Stockbridge |

| 4 de diciembre de 2021 | Walsall (4)   | 1:2 (1:1) | (4) Swindon Town           | Banks's Stadium, Walsall                                |                                                         |
| 15:00                  | - Osadebe 37' | Reporte   | - 16' Simpson - 67' Hayden | Asistencia: 4,331 espectadores Árbitro(s): Peter Wright | Asistencia: 4,331 espectadores Árbitro(s): Peter Wright |

| 4 de diciembre de 2021 | Carlisle United (4) | 1:2 (0:1) | (3) Shrewsbury Town        | Brunton Park, Carlisle                                 |                                                        |
| 15:00                  | - Gibson 90+1'      | Reporte   | - 10' Bloxham - 78' Bowman | Asistencia: 2,794 espectadores Árbitro(s): Lewis Smith | Asistencia: 2,794 espectadores Árbitro(s): Lewis Smith |

| 4 de diciembre de 2021 | Ipswich Town (3) | 0:0     | (4) Barrow | Portman Road, Ipswich                                  |                                                        |
| 15:00                  |                  | Reporte |            | Asistencia: 6,425 espectadores Árbitro(s): Sam Purkiss | Asistencia: 6,425 espectadores Árbitro(s): Sam Purkiss |

| 4 de diciembre de 2021 | Portsmouth (3)   | 1:2 (1:1) | (4) Harrogate Town              | Fratton Park, Portsmouth                                |                                                         |
| 15:00                  | - Harrison 45+2' | Reporte   | - 44' Armstrong - 90+5' Diamond | Asistencia: 7,857 espectadores Árbitro(s): Simon Mather | Asistencia: 7,857 espectadores Árbitro(s): Simon Mather |

| 4 de noviembre de 2021 | Yeovil Town (5) | 1:0 (1:0) | (4) Stevenage | Huish Park, Yeovil                                     |                                                        |
| 17:30                  | - Wakefield 51' | Reporte   |               | Asistencia: 2,754 espectadores Árbitro(s): Craig Hicks | Asistencia: 2,754 espectadores Árbitro(s): Craig Hicks |

| 5 de diciembre de 2021 | Rochdale (4) | 1:2 (0:1) | (3) Plymouth Argyle          | Spotland Stadium, Rochdale                                |                                                           |
| 12:15                  | - Morley 55' | Reporte   | - 17' Garrick - 86' Jephcott | Asistencia: 2,687 espectadores Árbitro(s): Andrew Kitchen | Asistencia: 2,687 espectadores Árbitro(s): Andrew Kitchen |

| 5 de noviembre de 2021 | Colchester United (4) | 1:2 (1:1) | (3) Wigan Athletic | Community Stadium, Colchester                         |                                                       |
| 12:30                  | - Sears 45+1'         | Reporte   | - 24', 75' Lang    | Asistencia: 2,056 espectadores Árbitro(s): Carl Brook | Asistencia: 2,056 espectadores Árbitro(s): Carl Brook |

| 5 de diciembre de 2021 | Kidderminster Harriers (6)       | 2:0 (2:0) | (5) FC Halifax Town | Aggborough Stadium, Kidderminster                         |                                                           |
| 16:00                  | - Morgan-Smith 3' - Hemmings 17' | Reporte   |                     | Asistencia: 4,290 espectadores Árbitro(s): Brett Huxtable | Asistencia: 4,290 espectadores Árbitro(s): Brett Huxtable |

| 5 de diciembre de 2021 | Salford City (4) | 0:2 (0:1) | (5) Chesterfield                  | Peninsula Stadium, Salford                            |                                                       |
| 17:15                  |                  | Reporte   | - 28' Mandeville - 86' Kellermann | Asistencia: 2,000 espectadores Árbitro(s): Ross Joyce | Asistencia: 2,000 espectadores Árbitro(s): Ross Joyce |

| 6 de diciembre de 2021 | Boreham Wood (5)                           | 4:0 (1:0) | (6) St Albans City | Meadow Park, Borehamwood                               |                                                        |
| 19:45                  | - Rees 25', 49' - Mafuta 64' - Clifton 81' | Reporte   |                    | Asistencia: 4,101 espectadores Árbitro(s): Ben Speedie | Asistencia: 4,101 espectadores Árbitro(s): Ben Speedie |

### Replay
| 15 de diciembre de 2021 | Barrow (4)                | 2:0 (2:0) | (3) Ipswich Town | Holker Street, Barrow-in-Furness                      |                                                       |
| 19:45                   | - Stevens 26' - Gotts 35' | Reporte   |                  | Asistencia: 2,756 espectadores Árbitro(s): James Bell | Asistencia: 2,756 espectadores Árbitro(s): James Bell |

## Tercera Ronda
Para esta ronda se integran los 44 clubes que conforman la Premier League y la EFL Championship junto a los 20 ganadores de la ronda anterior para que fueran 64 equipos. El sorteo se llevó a cabo en Wembley el 6 de diciembre de 2021, por las ex estrellas del Arsenal, David Seaman exportero del equipo varonil y Faye White, excapitana del equipo femenino. El club del menor nivel del sistema de ligas de Inglaterra, fue el Kidderminster Harriers perteneciente a la sexta categoría National League North. No obstante, el surgimiento y expansión de la variante ómicron del coronavirus en el Reino Unido significó un rebrote de contagios en algunos equipos y la suspensión de partidos. Para evitar conflictos y problemas en la calendarización se decidió eliminar el replay, siendo así que en caso de empate se procede a la prórroga y, si persiste el empate, a los tiros desde el punto penal.
| 7 de enero de 2022 | Swindon Town (4) | 1:4 (0:2) | (1) Manchester City                                         | County Ground, Swindon                                     |                                                            |
| 20:00              | - McKirdy 26'    | Reporte   | - 14' Silva - 28' Gabriel Jesus - 59' Gündoğan - 82' Palmer | Asistencia: 14,753 espectadores Árbitro(s): Darren England | Asistencia: 14,753 espectadores Árbitro(s): Darren England |

| 8 de enero de 2022 | Mansfield Town (4)        | 2:3 (0:2) | (2) Middlesbrough                                   | One Call Stadium, Mansfield                             |                                                         |
| 12:30              | - Hawkins 67' - Oates 85' | Reporte   | - 4' Ikpeazu - 14' Boyd-Munce - 90+5' (a.g.) Hewitt | Asistencia: 7,297 espectadores Árbitro(s): Keith Stroud | Asistencia: 7,297 espectadores Árbitro(s): Keith Stroud |

| 8 de enero de 2022 | Bristol City (2) | 0:1 (0:0; 0:0) (t. s.) | (2) Fulham    | Ashton Gate Stadium, Bristol                             |                                                          |
| 12:30              |                  | Reporte                | - 105' Wilson | Asistencia: 7,304 espectadores Árbitro(s): Jonathan Moss | Asistencia: 7,304 espectadores Árbitro(s): Jonathan Moss |

| 8 de enero de 2022 | Burnley (1)     | 1:2 (1:0) | (2) Huddersfield Town      | Turf Moor, Burnley                                        |                                                           |
| 12:30              | - Rodríguez 28' | Reporte   | - 74' Koroma - 87' Pearson | Asistencia: 7,654 espectadores Árbitro(s): Andre Marriner | Asistencia: 7,654 espectadores Árbitro(s): Andre Marriner |

| 8 de enero de 2022 | Coventry City (2) | 1:0 (1:0) | (2) Derby County | Coventry Building Society Arena, Coventry              |                                                        |
| 12:30              | - Hyam 42'        | Reporte   |                  | Asistencia: 8,896 espectadores Árbitro(s): Andy Madley | Asistencia: 8,896 espectadores Árbitro(s): Andy Madley |

| 8 de enero de 2022 | Hartlepool United (4)     | 2:1 (0:1) | (2) Blackpool | Victoria Park, Hartlepool                               |                                                         |
| 12:30              | - Ferguson 48' - Grey 61' | Reporte   | - 8' Anderson | Asistencia: 4,932 espectadores Árbitro(s): Matt Donohue | Asistencia: 4,932 espectadores Árbitro(s): Matt Donohue |

| 8 de enero de 2022 | Millwall (2) | 1:2 (1:0) | (1) Crystal Palace       | The Den, Bermondsey                                        |                                                            |
| 12:45              | - Afobe 17'  | Reporte   | - 46' Olise - 58' Mateta | Asistencia: 16,646 espectadores Árbitro(s): Anthony Taylor | Asistencia: 16,646 espectadores Árbitro(s): Anthony Taylor |

| 8 de enero de 2022 | Barnsley (2)                                                | 5:4 (4:4; 2:0) (t. s.) | (4) Barrow                                      | Oakwell, Barnsley                                     |                                                       |
| 15:00              | - Andersen 23' - Williams 42' - Cole 83' - Morris 88', 102' | Reporte                | - 61' Banks - 78' Glennon - 86' Jones - 90' Kay | Asistencia: 4,755 espectadores Árbitro(s): Ross Joyce | Asistencia: 4,755 espectadores Árbitro(s): Ross Joyce |

| 8 de enero de 2022 | Boreham Wood (5)          | 2:0 (1:0) | (3) AFC Wimbledon | Meadow Park, Borehamwood                              |                                                       |
| 15:00              | - Marsh 10' - Clifton 86' | Reporte   |                   | Asistencia: 3,501 espectadores Árbitro(s): James Bell | Asistencia: 3,501 espectadores Árbitro(s): James Bell |

| 8 de enero de 2022 | Kidderminster Harriers (6)      | 2:1 (0:1) | (2) Reading  | Aggborough Stadium, Kidderminster                     |                                                       |
| 15:00              | - Austin 69' - Morgan-Smith 82' | Reporte   | - 45' Pușcaș | Asistencia: 5,178 espectadores Árbitro(s): Gavin Ward | Asistencia: 5,178 espectadores Árbitro(s): Gavin Ward |

| 8 de enero de 2022 | Leicester City (1)                                                 | 4:1 (2:1) | (1) Watford      | King Power Stadium, Leicester                         |                                                       |
| 15:00              | - Tielemans 7' (pen.) - Maddison 25' - Barnes 54' - Albrighton 85' | Reporte   | - 27' João Pedro | Asistencia: 25,710 espectadores Árbitro(s): Mike Dean | Asistencia: 25,710 espectadores Árbitro(s): Mike Dean |

| 8 de enero de 2022 | Newcastle United (1) | 0:1 (0:0) | (3) Cambridge United | St James' Park, Newcastle                                   |                                                             |
| 15:00              |                      | Reporte   | - 56' Ironside       | Asistencia: 51,395 espectadores Árbitro(s): Tony Harrington | Asistencia: 51,395 espectadores Árbitro(s): Tony Harrington |

| 8 de enero de 2022 | Peterborough United (2)    | 2:1 (1:1) | (4) Bristol Rovers  | London Road Stadium, Peterborough                      |                                                        |
| 15:00              | - Szmodics 20' - Mumba 63' | Reporte   | - 30' (pen.) Coutts | Asistencia: 4,937 espectadores Árbitro(s): Andy Davies | Asistencia: 4,937 espectadores Árbitro(s): Andy Davies |

| 8 de enero de 2022 | Port Vale (4) | 1:4 (0:1) | (1) Brentford                             | Vale Park, Stoke-on-Trent                                 |                                                           |
| 15:00              | - Harratt 70' | Reporte   | - 26' Forss - 66', 76', 87' (pen.) Mbeumo | Asistencia: 8,069 espectadores Árbitro(s): Thomas Bramall | Asistencia: 8,069 espectadores Árbitro(s): Thomas Bramall |

| 8 de enero de 2022 | Queens Park Rangers (2)                                                     | 1:1 (0:0; 0:0) (t. s.)(8:7 p.) | (3) Rotherham United                                                              | Kiyan Prince Foundation Stadium, White City                  |                                                              |
| 15:00              | - Dykes 115'                                                                | Reporte                        | - 98' Ihiekwe                                                                     | Asistencia: 7,157 espectadores Árbitro(s): Michael Salisbury | Asistencia: 7,157 espectadores Árbitro(s): Michael Salisbury |
|                    |                                                                             | Tiros desde el punto penal     |                                                                                   |                                                              |                                                              |
|                    | Dykes · Johansen · Gray · Dozzell · Adomah · Amos · Barbet · Dunne · Dickie |                                | Smith · Rathbone · Harding · Kayode · Odoffin · Lindsay · Bola · Ihiekwe · Ogbene |                                                              |                                                              |

| 8 de enero de 2022 | West Bromwich Albion | 1:2 (1:1; 0:0) (t. s.) | (1) Brighton & Hove Albion | The Hawthorns, West Bromwich                            |                                                         |
| 15:00              | - Robinson           | Reporte                | - 81' Moder - 98' Maupay   | Asistencia: 8,208 espectadores Árbitro(s): Robert Jones | Asistencia: 8,208 espectadores Árbitro(s): Robert Jones |

| 8 de enero de 2022 | Wigan Athletic (3)                              | 3:2 (0:0) | (2) Blackburn Rovers     | DW Stadium, Wigan                                       |                                                         |
| 15:00              | - Power 61' - Pears 75' (a.g.) - Aasgaard 90+4' | Reporte   | - 49' Khadra - 89' Ayala | Asistencia: 9,892 espectadores Árbitro(s): Tim Robinson | Asistencia: 9,892 espectadores Árbitro(s): Tim Robinson |

| 8 de enero de 2022 | Birmingham City (2) | 0:1 (0:0; 0:0) (t. s.) | (3) Plymouth Argyle | St Andrew's Stadium, Birmingham                          |                                                          |
| 17:30              |                     | Reporte                | - 104' Law          | Asistencia: 9,823 espectadores Árbitro(s): Rebecca Welch | Asistencia: 9,823 espectadores Árbitro(s): Rebecca Welch |

| 8 de enero de 2022 | Chelsea (1)                                                                      | 5:1 (4:0) | (5) Chesterfield | Stamford Bridge, Londres                                   |                                                            |
| 17:30              | - Werner 6' - Hudson-Odoi 18' - Lukaku 20' - Christensen 39' - Ziyech 55' (pen.) | Reporte   | - 80' Asante     | Asistencia: 39,795 espectadores Árbitro(s): Jarred Gillett | Asistencia: 39,795 espectadores Árbitro(s): Jarred Gillett |

| 8 de enero de 2022 | Hull City (2)               | 2:3 (2:2; 1:2) (t. s.) | (1) Everton                                 | MKM Stadium, Hull                                         |                                                           |
| 17:30              | - T. Smith 1' - Longman 71' | Reporte                | - 21' Gray - 31' André Gomes - 99' Townsend | Asistencia: 16,282 espectadores Árbitro(s): Andrew Madley | Asistencia: 16,282 espectadores Árbitro(s): Andrew Madley |

| 8 de enero de 2022 | Swansea City (2)                  | 2:3 (1:1; 0:1) (t. s.) | (1) Southampton                            | Swansea.com Stadium, Swansea                        |                                                     |
| 17:30              | - Piroe 77' - Bednarek 94' (a.g.) | Reporte                | - 8' Redmond - 95' Elyounoussi - 102' Long | Asistencia: 0 espectadores Árbitro(s): Simon Hooper | Asistencia: 0 espectadores Árbitro(s): Simon Hooper |

| 8 de enero de 2022 | Yeovil Town (5) | 1:3 (0:2) | (2) Bournemouth           | Huish Town, Yeovil                                        |                                                           |
| 17:45              | - Quigley 48'   | Reporte   | - 19', 43', 70' Marcondes | Asistencia: 7,818 espectadores Árbitro(s): Jeremy Simpson | Asistencia: 7,818 espectadores Árbitro(s): Jeremy Simpson |

| 9 de enero de 2022 | Luton Town (2)                                        | 4:0 (1:0) | (4) Harrogate Town | Kenilworth Road, Luton                                     |                                                            |
| 12:30              | - Adebayo 18' - Jerome 50' - Naismith 82' - Berry 88' | Reporte   |                    | Asistencia: 4,834 espectadores Árbitro(s): James Linington | Asistencia: 4,834 espectadores Árbitro(s): James Linington |

| 9 de enero de 2022 | Cardiff City (2)              | 2:1 (1:1; 1:0) (t. s.) | (2) Preston North End | Cardiff City Stadium, Cardiff                       |                                                     |
| 14:00              | - I. Davies 42' - Harris 116' | Reporte                | - 54' (pen.) Johnson  | Asistencia: 0 espectadores Árbitro(s): Simon Hooper | Asistencia: 0 espectadores Árbitro(s): Simon Hooper |

| 9 de enero de 2022 | Charlton Athletic (3) | 0:1 (0:0) | (1) Norwich City | The Valley, Charlton                                   |                                                        |
| 14:00              |                       | Reporte   | - 79' Rashica    | Asistencia: 13,835 espectadores Árbitro(s): Josh Smith | Asistencia: 13,835 espectadores Árbitro(s): Josh Smith |

| 9 de enero de 2022 | Liverpool (1)                                          | 4:1 (2:1) | (3) Shrewsbury Town | Anfield, Liverpool      |                         |
| 14:00              | - Gordon 34' - Fabinho 44', 90+3' (pen.) - Firmino 78' | Reporte   | - 27' Udoh          | Árbitro(s): David Coote | Árbitro(s): David Coote |

| 9 de enero de 2022 | Stoke City (2)            | 2:0 (1:0) | (4) Leyton Orient | Bet365 Stadium, Stoke-on-Trent                            |                                                           |
| 14:00              | - Ince 43' - Campbell 89' | Reporte   |                   | Asistencia: 5,269 espectadores Árbitro(s): Samuel Barrott | Asistencia: 5,269 espectadores Árbitro(s): Samuel Barrott |

| 9 de enero de 2022 | Tottenham Hotspur (1)                    | 3:1 (0:1) | (3) Morecambe  | Tottenham Hotspur Stadium, Londres                      |                                                         |
| 14:00              | - Winks 74' - Lucas Moura 85' - Kane 88' | Reporte   | - 33' O'Connor | Asistencia: 40,310 espectadores Árbitro(s): John Brooks | Asistencia: 40,310 espectadores Árbitro(s): John Brooks |

| 9 de enero de 2022 | Wolverhampton Wanderers (1)     | 3:0 (1:0) | (2) Sheffield United | Molineux Stadium, Wolverhampton                          |                                                          |
| 14:00              | - Podence 14', 80' - Semedo 72' | Reporte   |                      | Asistencia: 27,004 espectadores Árbitro(s): Paul Tierney | Asistencia: 27,004 espectadores Árbitro(s): Paul Tierney |

| 9 de enero de 2022 | West Ham United (1)         | 2:0 (1:0) | (1) Leeds United | London Stadium, Londres                                    |                                                            |
| 14:15              | - Lanzini 34' - Bowen 90+3' | Reporte   |                  | Asistencia: 54,303 espectadores Árbitro(s): Stuart Attwell | Asistencia: 54,303 espectadores Árbitro(s): Stuart Attwell |

| 9 de enero de 2022 | Nottingham Forest (2) | 1:0 (0:0) | (1) Arsenal | City Ground, Nottingham                                  |                                                          |
| 17:15              | - Grabban 83'         | Reporte   |             | Asistencia: 24,938 espectadores Árbitro(s): Craig Pawson | Asistencia: 24,938 espectadores Árbitro(s): Craig Pawson |

| 10 de enero de 2022 | Manchester United (1) | 1:0 (1:0) | (1) Aston Villa | Old Trafford, Mánchester                                   |                                                            |
| 19:55               | - McTominay 8'        | Reporte   |                 | Asistencia: 72,911 espectadores Árbitro(s): Michael Oliver | Asistencia: 72,911 espectadores Árbitro(s): Michael Oliver |

## Cuarta Ronda
Todos los ganadores de la tercera ronda disputarán esta fase. El sorteo de los enfrentamientos se realizó el 9 de enero de 2022 en Wembley, por el ex-guardameta inglés David James y la defensa del equipo femenino del Arsenal, Leah Williamson. El equipo con el menor nivel en el sistema de ligas de Inglaterra que sigue en esta ronda es el Kidderminster Harriers que se encuentra a la sexta categoría National League North.
| 4 de febrero de 2022 | Manchester United (1)                                                    | 1:1 (1:0; 1:1) (t. s.)(7:8 p.) | (2) Middlesbrough                                                      | Old Trafford, Mánchester                                   |                                                            |
| 20:00                | Sancho 25'                                                               | Reporte                        | Crooks 64'                                                             | Asistencia: 71,871 espectadores Árbitro(s): Anthony Taylor | Asistencia: 71,871 espectadores Árbitro(s): Anthony Taylor |
|                      |                                                                          | Tiros desde el punto penal     |                                                                        |                                                            |                                                            |
|                      | Mata · Maguire · Fred · Ronaldo · Fernandes · McTominay · Dalot · Elanga |                                | McNair · Payero · Howson · Tavernier · Bamba · Watmore · Fry · Peltier |                                                            |                                                            |

| 5 de febrero de 2022 | Kidderminster Harriers (6) | 1:2 (1:1; 1:0) (t. s.) | (1) West Ham United         | Aggborough Stadium, Kidderminster                        |                                                          |
| 12:30                | - Penny 19'                | Reporte                | - 90+1' Rice - 120+1' Bowen | Asistencia: 6,238 espectadores Árbitro(s): Jonathan Moss | Asistencia: 6,238 espectadores Árbitro(s): Jonathan Moss |

| 5 de febrero de 2022 | Chelsea (1)                     | 2:1 (1:1; 1:1) (t. s.) | (3) Plymouth Argyle | Stamford Bridge, Londres                                 |                                                          |
| 12:30                | - Azpilicueta 41' - Alonso 106' | Reporte                | - 8' Gillesphey     | Asistencia: 39,959 espectadores Árbitro(s): Simon Hooper | Asistencia: 39,959 espectadores Árbitro(s): Simon Hooper |

| 5 de febrero de 2022 | Crystal Palace (1)     | 2:0 (2:0) | (4) Hartlepool United | Selhurst Park, Londres                                   |                                                          |
| 15:00                | - Guéhi 4' - Olise 20' | Reporte   |                       | Asistencia: 25,073 espectadores Árbitro(s): Peter Bankes | Asistencia: 25,073 espectadores Árbitro(s): Peter Bankes |

| 5 de febrero de 2022 | Huddersfield Town (2) | 1:0 (1:0) | (2) Barnsley | John Smith's Stadium, Huddersfield                         |                                                            |
| 15:00                | - Holmes 19'          | Reporte   |              | Asistencia: 24,500 espectadores Árbitro(s): Jeremy Simpson | Asistencia: 24,500 espectadores Árbitro(s): Jeremy Simpson |

| 5 de febrero de 2022 | Peterborough United (2) | 2:0 (1:0) | (2) Queens Park Rangers | London Road Stadium, Peterborough                      |                                                        |
| 15:00                | - Ward 25' - Jones 72'  | Reporte   |                         | Asistencia: 15,314 espectadores Árbitro(s): David Webb | Asistencia: 15,314 espectadores Árbitro(s): David Webb |

| 5 de febrero de 2022 | Southampton (1)                      | 2:1 (1:1; 0:1) (t. s.) | (2) Coventry City | St Mary's Stadium, Southampton                              |                                                             |
| 15:00                | - Armstrong 63' - Walker-Peters 112' | Reporte                | - 22' Gyökeres    | Asistencia: 32,505 espectadores Árbitro(s): Tony Harrington | Asistencia: 32,505 espectadores Árbitro(s): Tony Harrington |

| 5 de febrero de 2022 | Everton (1)                                                 | 4:1 (1:0) | (1) Brentford      | Goodison Park, Liverpool                                   |                                                            |
| 15:00                | - Mina 31' - Richarlison 48' - Holgate 62' - Townsend 90+1' | Reporte   | - 54' (pen.) Toney | Asistencia: 39,571 espectadores Árbitro(s): Michael Oliver | Asistencia: 39,571 espectadores Árbitro(s): Michael Oliver |

| 5 de febrero de 2022 | Stoke City (2)         | 2:0 (1:0) | (3) Wigan Athletic | Bet365 Stadium, Stoke-on-Trent                               |                                                              |
| 15:00                | - Maja 14' - Brown 62' | Reporte   |                    | Asistencia: 30,089 espectadores Árbitro(s): Geoff Eltringham | Asistencia: 30,089 espectadores Árbitro(s): Geoff Eltringham |

| 5 de febrero de 2022 | Manchester City (1)                                 | 4:1 (2:1) | (2) Fulham    | Etihad Stadium, Mánchester                                 |                                                            |
| 15:00                | - Gündoğan 6' - Stones 13' - Mahrez 53' (pen.), 57' | Reporte   | - 4' Carvalho | Asistencia: 53,400 espectadores Árbitro(s): Jarred Gillett | Asistencia: 53,400 espectadores Árbitro(s): Jarred Gillett |

| 5 de febrero de 2022 | Wolverhampton Wanderers (1) | 0:1 (0:1) | (1) Norwich City | Molineux Stadium, Wolverhampton                         |                                                         |
| 15:00                |                             | Reporte   | - 45+1' McLean   | Asistencia: 30,582 espectadores Árbitro(s): David Coote | Asistencia: 30,582 espectadores Árbitro(s): David Coote |

| 5 de febrero de 2022 | Cambridge United (3) | 0:3 (0:2) | (2) Luton Town                              | Abbey Stadium, Cambridge                                  |                                                           |
| 17:30                |                      | Reporte   | - 16' Burke - 23' Mendes Gomes - 88' Muskwe | Asistencia: 7,937 espectadores Árbitro(s): Thomas Bramall | Asistencia: 7,937 espectadores Árbitro(s): Thomas Bramall |

| 5 de febrero de 2022 | Tottenham Hotspur (1)              | 3:1 (2:0) | (1) Brighton & Hove Albion | Tottenham Hotspur Stadium, Londres                         |                                                            |
| 20:00                | - Kane 13', 66' - March 25' (a.g.) | Reporte   | - 63' Bissouma             | Asistencia: 54,697 espectadores Árbitro(s): Stuart Attwell | Asistencia: 54,697 espectadores Árbitro(s): Stuart Attwell |

| 6 de febrero de 2022 | Liverpool (1)                           | 3:1 (0:0) | (2) Cardiff City | Anfield, Liverpool      |                         |
| 12:00                | - Jota 53' - Minamino 68' - Elliott 77' | Reporte   | - 81' Colwill    | Árbitro(s): Andy Madley | Árbitro(s): Andy Madley |

| 6 de febrero de 2022 | Nottingham Forest (2)                                       | 4:1 (3:1) | (1) Leicester City | City Ground, Nottingham                                  |                                                          |
| 16:00                | - Zinckernagel 23' - Johnson 24' - Worrall 32' - Spence 61' | Reporte   | - 40' Iheanacho    | Asistencia: 28,762 espectadores Árbitro(s): Paul Tierney | Asistencia: 28,762 espectadores Árbitro(s): Paul Tierney |

| 6 de febrero de 2022 | Bournemouth (2) | 0:1 (0:1) | (5) Boreham Wood | Vitality Stadium, Bournemouth                           |                                                         |
| 18:30                |                 | Reporte   | - 38' Ricketts   | Asistencia: 9,548 espectadores Árbitro(s): Graham Scott | Asistencia: 9,548 espectadores Árbitro(s): Graham Scott |

## Cuadro de desarrollo
|  | Octavos de final    | Octavos de final    | Octavos de final |                 |                   | Cuartos de final  | Cuartos de final  | Cuartos de final  |  |                 | Semifinales       | Semifinales       | Semifinales       |  |         | Final      | Final      | Final      |  |
|  | 1 al 7 de marzo     | 1 al 7 de marzo     | 1 al 7 de marzo  |                 |                   | 19 al 20 de marzo | 19 al 20 de marzo | 19 al 20 de marzo |  |                 | 16 al 17 de abril | 16 al 17 de abril | 16 al 17 de abril |  |         | 14 de mayo | 14 de mayo | 14 de mayo |  |
|  |                     |                     |                  |                 |                   |                   |                   |                   |  |                 |                   |                   |                   |  |         |            |            |            |  |
|  |                     |                     |                  |                 |                   |                   |                   |                   |  |                 |                   |                   |                   |  |         |            |            |            |  |
|  | Middlesbrough       | Middlesbrough       | 1                |                 |                   |                   |                   |                   |  |                 |                   |                   |                   |  |         |            |            |            |  |
|  | Middlesbrough       | Middlesbrough       | 1                |                 |                   |                   |                   |                   |  |                 |                   |                   |                   |  |         |            |            |            |  |
|  | Tottenham Hotspur   | Tottenham Hotspur   | 0                |                 |                   |                   |                   |                   |  |                 |                   |                   |                   |  |         |            |            |            |  |
|  | Tottenham Hotspur   | Tottenham Hotspur   | 0                |                 | Middlesbrough     | Middlesbrough     | 0                 |                   |  |                 |                   |                   |                   |  |         |            |            |            |  |
|  |                     |                     |                  |                 | Middlesbrough     | Middlesbrough     | 0                 |                   |  |                 |                   |                   |                   |  |         |            |            |            |  |
|  |                     |                     | Chelsea          | Chelsea         | 2                 |                   |                   |                   |  |                 |                   |                   |                   |  |         |            |            |            |  |
|  | Luton Town          | Luton Town          | Chelsea          | Chelsea         | 2                 | 2                 |                   |                   |  |                 |                   |                   |                   |  |         |            |            |            |  |
|  | Luton Town          | Luton Town          |                  |                 |                   |                   |                   |                   |  |                 |                   |                   |                   |  |         |            |            |            |  |
|  | Chelsea             | Chelsea             | 3                |                 |                   |                   |                   |                   |  |                 |                   |                   |                   |  |         |            |            |            |  |
|  | Chelsea             | Chelsea             | 3                |                 |                   |                   |                   |                   |  | Chelsea         | Chelsea           | 2                 |                   |  |         |            |            |            |  |
|  |                     |                     |                  |                 |                   |                   |                   |                   |  | Chelsea         | Chelsea           | 2                 |                   |  |         |            |            |            |  |
|  |                     |                     | Crystal Palace   | Crystal Palace  | 0                 |                   |                   |                   |  |                 |                   |                   |                   |  |         |            |            |            |  |
|  | Crystal Palace      | Crystal Palace      | Crystal Palace   | Crystal Palace  | 0                 | 2                 |                   |                   |  |                 |                   |                   |                   |  |         |            |            |            |  |
|  | Crystal Palace      | Crystal Palace      |                  |                 |                   |                   |                   |                   |  |                 |                   |                   |                   |  |         |            |            |            |  |
|  | Stoke City          | Stoke City          | 1                |                 |                   |                   |                   |                   |  |                 |                   |                   |                   |  |         |            |            |            |  |
|  | Stoke City          | Stoke City          | 1                |                 | Crystal Palace    | Crystal Palace    | 4                 |                   |  |                 |                   |                   |                   |  |         |            |            |            |  |
|  |                     |                     |                  |                 | Crystal Palace    | Crystal Palace    | 4                 |                   |  |                 |                   |                   |                   |  |         |            |            |            |  |
|  |                     |                     | Everton          | Everton         | 0                 |                   |                   |                   |  |                 |                   |                   |                   |  |         |            |            |            |  |
|  | Everton             | Everton             | Everton          | Everton         | 0                 | 2                 |                   |                   |  |                 |                   |                   |                   |  |         |            |            |            |  |
|  | Everton             | Everton             |                  |                 |                   |                   |                   |                   |  |                 |                   |                   |                   |  |         |            |            |            |  |
|  | Boreham Wood        | Boreham Wood        | 0                |                 |                   |                   |                   |                   |  |                 |                   |                   |                   |  |         |            |            |            |  |
|  | Boreham Wood        | Boreham Wood        | 0                |                 |                   |                   |                   |                   |  |                 |                   |                   |                   |  | Chelsea | Chelsea    | 0 (5)      |            |  |
|  |                     |                     |                  |                 |                   |                   |                   |                   |  |                 |                   |                   |                   |  | Chelsea | Chelsea    | 0 (5)      |            |  |
|  |                     |                     | Liverpool        | Liverpool       | 0 (6)             |                   |                   |                   |  |                 |                   |                   |                   |  |         |            |            |            |  |
|  | Southampton         | Southampton         | Liverpool        | Liverpool       | 0 (6)             | 3                 |                   |                   |  |                 |                   |                   |                   |  |         |            |            |            |  |
|  | Southampton         | Southampton         |                  |                 |                   |                   |                   |                   |  |                 |                   |                   |                   |  |         |            |            |            |  |
|  | West Ham United     | West Ham United     | 1                |                 |                   |                   |                   |                   |  |                 |                   |                   |                   |  |         |            |            |            |  |
|  | West Ham United     | West Ham United     | 1                |                 | Southampton       | Southampton       | 1                 |                   |  |                 |                   |                   |                   |  |         |            |            |            |  |
|  |                     |                     |                  |                 | Southampton       | Southampton       | 1                 |                   |  |                 |                   |                   |                   |  |         |            |            |            |  |
|  |                     |                     | Manchester City  | Manchester City | 4                 |                   |                   |                   |  |                 |                   |                   |                   |  |         |            |            |            |  |
|  | Peterborough United | Peterborough United | Manchester City  | Manchester City | 4                 | 0                 |                   |                   |  |                 |                   |                   |                   |  |         |            |            |            |  |
|  | Peterborough United | Peterborough United |                  |                 |                   |                   |                   |                   |  |                 |                   |                   |                   |  |         |            |            |            |  |
|  | Manchester City     | Manchester City     | 2                |                 |                   |                   |                   |                   |  |                 |                   |                   |                   |  |         |            |            |            |  |
|  | Manchester City     | Manchester City     | 2                |                 |                   |                   |                   |                   |  | Manchester City | Manchester City   | 2                 |                   |  |         |            |            |            |  |
|  |                     |                     |                  |                 |                   |                   |                   |                   |  | Manchester City | Manchester City   | 2                 |                   |  |         |            |            |            |  |
|  |                     |                     | Liverpool        | Liverpool       | 3                 |                   |                   |                   |  |                 |                   |                   |                   |  |         |            |            |            |  |
|  | Nottingham Forest   | Nottingham Forest   | Liverpool        | Liverpool       | 3                 | 2                 |                   |                   |  |                 |                   |                   |                   |  |         |            |            |            |  |
|  | Nottingham Forest   | Nottingham Forest   |                  |                 |                   |                   |                   |                   |  |                 |                   |                   |                   |  |         |            |            |            |  |
|  | Huddersfield Town   | Huddersfield Town   | 1                |                 |                   |                   |                   |                   |  |                 |                   |                   |                   |  |         |            |            |            |  |
|  | Huddersfield Town   | Huddersfield Town   | 1                |                 | Nottingham Forest | Nottingham Forest | 0                 |                   |  |                 |                   |                   |                   |  |         |            |            |            |  |
|  |                     |                     |                  |                 | Nottingham Forest | Nottingham Forest | 0                 |                   |  |                 |                   |                   |                   |  |         |            |            |            |  |
|  |                     |                     | Liverpool        | Liverpool       | 1                 |                   |                   |                   |  |                 |                   |                   |                   |  |         |            |            |            |  |
|  | Liverpool           | Liverpool           | Liverpool        | Liverpool       | 1                 | 2                 |                   |                   |  |                 |                   |                   |                   |  |         |            |            |            |  |
|  | Liverpool           | Liverpool           |                  |                 |                   |                   |                   |                   |  |                 |                   |                   |                   |  |         |            |            |            |  |
|  | Norwich City        | Norwich City        | 1                |                 |                   |                   |                   |                   |  |                 |                   |                   |                   |  |         |            |            |            |  |
|  | Norwich City        | Norwich City        | 1                |                 |                   |                   |                   |                   |  |                 |                   |                   |                   |  |         |            |            |            |  |
|  |                     |                     |                  |                 |                   |                   |                   |                   |  |                 |                   |                   |                   |  |         |            |            |            |  |

## Quinta Ronda
El sorteo de la quinta ronda se llevó a cabo el 6 de febrero de 2022 en Wembley y estuvo a cargo del ex-delantero inglés Andy Cole. Los partidos se jugarán durante la semana que comienza el lunes 28 de febrero de 2022. El equipo de menor división en la quinta ronda es Boreham Wood. El único equipo semiprofesional que queda en la competición.
| 1 de marzo de 2022 | Peterborough United (2) | 0:2 (0:0) | (1) Manchester City         | London Road, Peterborough                               |                                                         |
| 19:15              |                         | Reporte   | - 60' Mahrez - 67' Grealish | Asistencia: 13,405 espectadores Árbitro(s): Andy Madley | Asistencia: 13,405 espectadores Árbitro(s): Andy Madley |

| 1 de marzo de 2022 | Crystal Palace (1)            | 2:1 (0:0) | (2) Stoke City | Selhurst Park, Londres   |                          |
| 19:30              | - Kouyaté 53' - Riedewald 82' | Reporte   | - 58' Tymon    | Árbitro(s): Robert Jones | Árbitro(s): Robert Jones |

| 1 de marzo de 2022 | Middlesbrough (2) | 1:0 (0:0; 0:0) (t. s.) | (1) Tottenham Hotspur | Riverside Stadium, Middlesbrough                           |                                                            |
| 19:55              | - Coburn 107'     | Reporte                |                       | Asistencia: 31,135 espectadores Árbitro(s): Darren England | Asistencia: 31,135 espectadores Árbitro(s): Darren England |

| 2 de marzo de 2022 | Luton Town (2)           | 2:3 (2:1) | (1) Chelsea                          | Kenilworth Road, Luton                                   |                                                          |
| 19:15              | - Burke 2' - Cornick 40' | Reporte   | - 27' Saúl - 68' Werner - 78' Lukaku | Asistencia: 10,140 espectadores Árbitro(s): Peter Bankes | Asistencia: 10,140 espectadores Árbitro(s): Peter Bankes |

| 2 de marzo de 2022 | Southampton (1)                                      | 3:1 (1:0) | (1) West Ham United | St Mary's Stadium, Southampton                             |                                                            |
| 19:30              | - Perraud 31' - Ward-Prowse 69' (pen.) - Broja 90+5' | Reporte   | - 60' Antonio       | Asistencia: 28,383 espectadores Árbitro(s): Andre Marriner | Asistencia: 28,383 espectadores Árbitro(s): Andre Marriner |

| 2 de marzo de 2022 | Liverpool (1)       | 2:1 (2:0) | (1) Norwich City | Anfield, Liverpool                                          |                                                             |
| 20:15              | - Minamino 27', 39' | Reporte   | - Rupp 76'       | Asistencia: 52,231 espectadores Árbitro(s): Martin Atkinson | Asistencia: 52,231 espectadores Árbitro(s): Martin Atkinson |

| 3 de marzo de 2022 | Everton (1)       | 2:0 (0:0) | (5) Boreham Wood | Goodison Park, Liverpool                                       |                                                                |
| 20:15              | - Rondón 57', 84' | Reporte   |                  | Asistencia: 38,836 espectadores Árbitro(s): Anthony Harrington | Asistencia: 38,836 espectadores Árbitro(s): Anthony Harrington |

| 7 de marzo de 2022 | Nottingham Forest (2)      | 2:1 (2:1) | (2) Huddersfield Town | City Ground, Nottingham                                  |                                                          |
| 19:30              | - Surridge 29' - Yates 37' | Reporte   | - 13' Lees            | Asistencia: 27,417 espectadores Árbitro(s): Graham Scott | Asistencia: 27,417 espectadores Árbitro(s): Graham Scott |

## Cuartos de final
El sorteo se realizó el 3 de marzo de 2022 antes del partido entre Everton y Boreham Wood, siendo llevado a cabo por el entrenador de la selección de Inglaterra, Gareth Southgate. Los partidos se jugarán el 19 y 20 de marzo de 2022. Los equipos con el menor nivel del sistema de ligas inglés pertenecen a la EFL Championship (segunda división) y son el Middlesbrough y el Nottingham Forest. El 15 de marzo, el Chelsea solicitó jugar su partido contra el Middlesbrough a puerta cerrada, debido a su imposibilidad de vender más que sus boletos de la temporada, siendo que entre 500 y 600 boletos fueron vendidos antes del 10 de marzo, después de que su dueño ruso Roman Abramovich fuese sancioando por el Reino Unido debido a sus vínculos con el presidente ruso Vladímir Putin. Esto hubiera significado que nadie debía ir al estadio, incluyendo a fanáticos del Middlesbrough que ya agotaron sus boletos. Fue retirada su solicitud bajo críticas de la FA y de su oponente.
| 19 de marzo de 2022 | Middlesbrough (2) | 0:2 (0:2) | (1) Chelsea               | Riverside Stadium, Middlesbrough                         |                                                          |
| 17:15               |                   | Reporte   | - 15' Lukaku - 31' Ziyech | Asistencia: 31,422 espectadores Árbitro(s): Paul Tierney | Asistencia: 31,422 espectadores Árbitro(s): Paul Tierney |

| 20 de marzo de 2022 | Crystal Palace (1)                               | 4:0 (2:0) | (1) Everton | Selhurst Park, Londres     |                            |
| 12:15               | - Guéhi 25' - Mateta 41' - Zaha 79' - Hughes 88' | Reporte   |             | Árbitro(s): Stuart Attwell | Árbitro(s): Stuart Attwell |

| 20 de marzo de 2022 | Southampton (1)        | 1:4 (1:1) | (1) Manchester City                                            | St Mary's Stadium, Southampton                        |                                                       |
| 15:00               | - Laporte 45+2' (a.g.) | Reporte   | - 12' Sterling - 62' (pen.) De Bruyne - 75' Foden - 78' Mahrez | Asistencia: 29,702 espectadores Árbitro(s): Mike Dean | Asistencia: 29,702 espectadores Árbitro(s): Mike Dean |

| 20 de marzo de 2022 | Nottingham Forest (2) | 0:1 (0:0) | (1) Liverpool | City Ground, Nottingham                                  |                                                          |
| 18:00               |                       | Reporte   | - 78' Jota    | Asistencia: 28,584 espectadores Árbitro(s): Craig Pawson | Asistencia: 28,584 espectadores Árbitro(s): Craig Pawson |

## Semifinales
Tras disputarse todos los partidos, el sorteo de esta ronda se llevó a cabo el 20 de marzo por el ex-internacional con la selección inglesa, Robbie Fowler.
| 16 de abril de 2022 | Manchester City              | 2:3 (0:3) | Liverpool                   | Estadio de Wembley, Londres                                |                                                            |
| 15:30               | - Grealish 47' - Silva 90+1' | Reporte   | - 9' Konaté - 17', 45' Mané | Asistencia: 73,793 espectadores Árbitro(s): Michael Oliver | Asistencia: 73,793 espectadores Árbitro(s): Michael Oliver |

| 17 de abril de 2022 | Chelsea                        | 2:0 (0:0) | Crystal Palace | Estadio de Wembley, Londres                                |                                                            |
| 16:30               | - Loftus-Cheek 65' - Mount 76' | Reporte   |                | Asistencia: 76,238 espectadores Árbitro(s): Anthony Taylor | Asistencia: 76,238 espectadores Árbitro(s): Anthony Taylor |

## Final
La final se disputó el sábado 14 de mayo de 2022 en Wembley.
| 14 de mayo de 2022 | Chelsea                                                            | 0:0 (t. s.)(5:6 p.)        | Liverpool                                                               | Wembley Stadium, Londres                                 |                                                          |
| 16:45              |                                                                    | Reporte                    |                                                                         | Asistencia: 84.897 espectadores Árbitro(s): Craig Pawson | Asistencia: 84.897 espectadores Árbitro(s): Craig Pawson |
|                    |                                                                    | Tiros desde el punto penal |                                                                         |                                                          |                                                          |
|                    | Alonso · Azpilicueta · James · Barkley · Jorginho · Ziyech · Mount |                            | Milner · Alcántara · Firmno · Alexander-Arnold · Mané · Jota · Tsimikas |                                                          |                                                          |

### Ficha
| 16    | Guardameta     | Édouard Mendy     |      |
| 14    | Defensa        | Trevoh Chalobah   | 106' |
| 6     | Defensa        | Thiago Silva      |      |
| 2     | Defensa        | Antonio Rüdiger   |      |
| 5     | Centrocampista | Jorginho          |      |
| 8     | Centrocampista | Mateo Kovačić     | 66'  |
| 24    | Centrocampista | Reece James       |      |
| 3     | Centrocampista | Marcos Alonso     |      |
| 19    | Delantero      | Mason Mount       |      |
| 10    | Delantero      | Christian Pulisic | 106' |
| 9     | Delantero      | Romelu Lukaku     | 85'  |
| D. T. | D. T.          | Thomas Tuchel     |      |

| 1     | Guardameta     | Alisson                |      |
| 66    | Defensa        | Trent Alexander-Arnold |      |
| 5     | Defensa        | Ibrahima Konaté        |      |
| 4     | Defensa        | Virgil van Dijk        | 91'  |
| 26    | Defensa        | Andrew Robertson       | 111' |
| 14    | Centrocampista | Jordan Henderson       |      |
| 8     | Centrocampista | Naby Keïta             | 74'  |
| 6     | Centrocampista | Thiago Alcántara       |      |
| 11    | Delantero      | Mohamed Salah          | 33'  |
| 10    | Delantero      | Sadio Mané             |      |
| 23    | Delantero      | Luis Díaz              | 98'  |
| D. T. | D. T.          | Jürgen Klopp           |      |

| 7  | Centrocampista | N'Golo Kanté            | 66'  |
| 22 | Centrocampista | Hakim Ziyech            | 85'  |
| 28 | Defensa        | César Azpilicueta       | 106' |
| 12 | Centrocampista | Ruben Loftus-Cheek 120' | 106' |
| 18 | Centrocampista | Ross Barkley            | 120' |

| 20 | Delantero      | Diogo Jota      | 33'  |
| 7  | Centrocampista | James Milner    | 74'  |
| 32 | Defensa        | Joel Matip      | 91'  |
| 9  | Delantero      | Roberto Firmino | 98'  |
| 21 | Defensa        | Kostas Tsimikas | 111' |

| - | - |  |

| Acierto de penal · Fallo de penal · Acierto de penal · Acierto de penal · Acierto de penal · Acierto de penal · Fallo de penal | Marcos Alonso César Azpilicueta Reece James Ross Barkley Jorginho Hakim Ziyech Mason Mount | 1:0 1:1 2:2 3:3 4:4 5:4 5:5 |

| Acierto de penal · Acierto de penal · Acierto de penal · Acierto de penal · Fallo de penal · Acierto de penal · Acierto de penal | James Milner Thiago Alcántara Roberto Firmino Trent Alexander-Arnold Sadio Mané Diogo Jota Kostas Tsimikas | 1:1 1:2 2:3 3:4 4:4 5:5 5:6 |

| 77' | Reece James |

| Principal  | Craig Pawson |
| Asistentes | Dan Cook     |
|            | Edward Smart |
| Cuarto     | David Coote  |
| Quinto     | Dan Robathan |

| VAR            | Paul Tierney  |
| Asistentes VAR | Simon Bennett |

|                    |     |     |
| Tiros              | 10  | 17  |
| Tiros a puerta     | 2   | 2   |
| Faltas             | 13  | 12  |
| Saques de esquina  | 5   | 5   |
| Fueras de juego    | 1   | 1   |
| Posesión del balón | 47% | 53% |

| Alineación inicial |

| 16    | Guardameta     | Édouard Mendy     |      |
| 14    | Defensa        | Trevoh Chalobah   | 106' |
| 6     | Defensa        | Thiago Silva      |      |
| 2     | Defensa        | Antonio Rüdiger   |      |
| 5     | Centrocampista | Jorginho          |      |
| 8     | Centrocampista | Mateo Kovačić     | 66'  |
| 24    | Centrocampista | Reece James       |      |
| 3     | Centrocampista | Marcos Alonso     |      |
| 19    | Delantero      | Mason Mount       |      |
| 10    | Delantero      | Christian Pulisic | 106' |
| 9     | Delantero      | Romelu Lukaku     | 85'  |
| D. T. | D. T.          | Thomas Tuchel     |      |

| 1     | Guardameta     | Alisson                |      |
| 66    | Defensa        | Trent Alexander-Arnold |      |
| 5     | Defensa        | Ibrahima Konaté        |      |
| 4     | Defensa        | Virgil van Dijk        | 91'  |
| 26    | Defensa        | Andrew Robertson       | 111' |
| 14    | Centrocampista | Jordan Henderson       |      |
| 8     | Centrocampista | Naby Keïta             | 74'  |
| 6     | Centrocampista | Thiago Alcántara       |      |
| 11    | Delantero      | Mohamed Salah          | 33'  |
| 10    | Delantero      | Sadio Mané             |      |
| 23    | Delantero      | Luis Díaz              | 98'  |
| D. T. | D. T.          | Jürgen Klopp           |      |

| 7  | Centrocampista | N'Golo Kanté            | 66'  |
| 22 | Centrocampista | Hakim Ziyech            | 85'  |
| 28 | Defensa        | César Azpilicueta       | 106' |
| 12 | Centrocampista | Ruben Loftus-Cheek 120' | 106' |
| 18 | Centrocampista | Ross Barkley            | 120' |

| 20 | Delantero      | Diogo Jota      | 33'  |
| 7  | Centrocampista | James Milner    | 74'  |
| 32 | Defensa        | Joel Matip      | 91'  |
| 9  | Delantero      | Roberto Firmino | 98'  |
| 21 | Defensa        | Kostas Tsimikas | 111' |

| - | - |  |

| Acierto de penal · Fallo de penal · Acierto de penal · Acierto de penal · Acierto de penal · Acierto de penal · Fallo de penal | Marcos Alonso César Azpilicueta Reece James Ross Barkley Jorginho Hakim Ziyech Mason Mount | 1:0 1:1 2:2 3:3 4:4 5:4 5:5 |

| Acierto de penal · Acierto de penal · Acierto de penal · Acierto de penal · Fallo de penal · Acierto de penal · Acierto de penal | James Milner Thiago Alcántara Roberto Firmino Trent Alexander-Arnold Sadio Mané Diogo Jota Kostas Tsimikas | 1:1 1:2 2:3 3:4 4:4 5:5 5:6 |

| 77' | Reece James |

| Principal  | Craig Pawson |
| Asistentes | Dan Cook     |
|            | Edward Smart |
| Cuarto     | David Coote  |
| Quinto     | Dan Robathan |

| VAR            | Paul Tierney  |
| Asistentes VAR | Simon Bennett |

|                    |     |     |
| Tiros              | 10  | 17  |
| Tiros a puerta     | 2   | 2   |
| Faltas             | 13  | 12  |
| Saques de esquina  | 5   | 5   |
| Fueras de juego    | 1   | 1   |
| Posesión del balón | 47% | 53% |

| Alineación inicial |

| 16    | Guardameta     | Édouard Mendy     |      |
| 14    | Defensa        | Trevoh Chalobah   | 106' |
| 6     | Defensa        | Thiago Silva      |      |
| 2     | Defensa        | Antonio Rüdiger   |      |
| 5     | Centrocampista | Jorginho          |      |
| 8     | Centrocampista | Mateo Kovačić     | 66'  |
| 24    | Centrocampista | Reece James       |      |
| 3     | Centrocampista | Marcos Alonso     |      |
| 19    | Delantero      | Mason Mount       |      |
| 10    | Delantero      | Christian Pulisic | 106' |
| 9     | Delantero      | Romelu Lukaku     | 85'  |
| D. T. | D. T.          | Thomas Tuchel     |      |

| 1     | Guardameta     | Alisson                |      |
| 66    | Defensa        | Trent Alexander-Arnold |      |
| 5     | Defensa        | Ibrahima Konaté        |      |
| 4     | Defensa        | Virgil van Dijk        | 91'  |
| 26    | Defensa        | Andrew Robertson       | 111' |
| 14    | Centrocampista | Jordan Henderson       |      |
| 8     | Centrocampista | Naby Keïta             | 74'  |
| 6     | Centrocampista | Thiago Alcántara       |      |
| 11    | Delantero      | Mohamed Salah          | 33'  |
| 10    | Delantero      | Sadio Mané             |      |
| 23    | Delantero      | Luis Díaz              | 98'  |
| D. T. | D. T.          | Jürgen Klopp           |      |

| 7  | Centrocampista | N'Golo Kanté            | 66'  |
| 22 | Centrocampista | Hakim Ziyech            | 85'  |
| 28 | Defensa        | César Azpilicueta       | 106' |
| 12 | Centrocampista | Ruben Loftus-Cheek 120' | 106' |
| 18 | Centrocampista | Ross Barkley            | 120' |

| 20 | Delantero      | Diogo Jota      | 33'  |
| 7  | Centrocampista | James Milner    | 74'  |
| 32 | Defensa        | Joel Matip      | 91'  |
| 9  | Delantero      | Roberto Firmino | 98'  |
| 21 | Defensa        | Kostas Tsimikas | 111' |

| - | - |  |

| Acierto de penal · Fallo de penal · Acierto de penal · Acierto de penal · Acierto de penal · Acierto de penal · Fallo de penal | Marcos Alonso César Azpilicueta Reece James Ross Barkley Jorginho Hakim Ziyech Mason Mount | 1:0 1:1 2:2 3:3 4:4 5:4 5:5 |

| Acierto de penal · Acierto de penal · Acierto de penal · Acierto de penal · Fallo de penal · Acierto de penal · Acierto de penal | James Milner Thiago Alcántara Roberto Firmino Trent Alexander-Arnold Sadio Mané Diogo Jota Kostas Tsimikas | 1:1 1:2 2:3 3:4 4:4 5:5 5:6 |

| 77' | Reece James |

| Principal  | Craig Pawson |
| Asistentes | Dan Cook     |
|            | Edward Smart |
| Cuarto     | David Coote  |
| Quinto     | Dan Robathan |

| VAR            | Paul Tierney  |
| Asistentes VAR | Simon Bennett |

|                    |     |     |
| Tiros              | 10  | 17  |
| Tiros a puerta     | 2   | 2   |
| Faltas             | 13  | 12  |
| Saques de esquina  | 5   | 5   |
| Fueras de juego    | 1   | 1   |
| Posesión del balón | 47% | 53% |

| Alineación inicial |

| 16    | Guardameta     | Édouard Mendy     |      |
| 14    | Defensa        | Trevoh Chalobah   | 106' |
| 6     | Defensa        | Thiago Silva      |      |
| 2     | Defensa        | Antonio Rüdiger   |      |
| 5     | Centrocampista | Jorginho          |      |
| 8     | Centrocampista | Mateo Kovačić     | 66'  |
| 24    | Centrocampista | Reece James       |      |
| 3     | Centrocampista | Marcos Alonso     |      |
| 19    | Delantero      | Mason Mount       |      |
| 10    | Delantero      | Christian Pulisic | 106' |
| 9     | Delantero      | Romelu Lukaku     | 85'  |
| D. T. | D. T.          | Thomas Tuchel     |      |

| 1     | Guardameta     | Alisson                |      |
| 66    | Defensa        | Trent Alexander-Arnold |      |
| 5     | Defensa        | Ibrahima Konaté        |      |
| 4     | Defensa        | Virgil van Dijk        | 91'  |
| 26    | Defensa        | Andrew Robertson       | 111' |
| 14    | Centrocampista | Jordan Henderson       |      |
| 8     | Centrocampista | Naby Keïta             | 74'  |
| 6     | Centrocampista | Thiago Alcántara       |      |
| 11    | Delantero      | Mohamed Salah          | 33'  |
| 10    | Delantero      | Sadio Mané             |      |
| 23    | Delantero      | Luis Díaz              | 98'  |
| D. T. | D. T.          | Jürgen Klopp           |      |

| 7  | Centrocampista | N'Golo Kanté            | 66'  |
| 22 | Centrocampista | Hakim Ziyech            | 85'  |
| 28 | Defensa        | César Azpilicueta       | 106' |
| 12 | Centrocampista | Ruben Loftus-Cheek 120' | 106' |
| 18 | Centrocampista | Ross Barkley            | 120' |

| 20 | Delantero      | Diogo Jota      | 33'  |
| 7  | Centrocampista | James Milner    | 74'  |
| 32 | Defensa        | Joel Matip      | 91'  |
| 9  | Delantero      | Roberto Firmino | 98'  |
| 21 | Defensa        | Kostas Tsimikas | 111' |

| - | - |  |

| Acierto de penal · Fallo de penal · Acierto de penal · Acierto de penal · Acierto de penal · Acierto de penal · Fallo de penal | Marcos Alonso César Azpilicueta Reece James Ross Barkley Jorginho Hakim Ziyech Mason Mount | 1:0 1:1 2:2 3:3 4:4 5:4 5:5 |

| Acierto de penal · Acierto de penal · Acierto de penal · Acierto de penal · Fallo de penal · Acierto de penal · Acierto de penal | James Milner Thiago Alcántara Roberto Firmino Trent Alexander-Arnold Sadio Mané Diogo Jota Kostas Tsimikas | 1:1 1:2 2:3 3:4 4:4 5:5 5:6 |

| 77' | Reece James |

| Principal  | Craig Pawson |
| Asistentes | Dan Cook     |
|            | Edward Smart |
| Cuarto     | David Coote  |
| Quinto     | Dan Robathan |

| VAR            | Paul Tierney  |
| Asistentes VAR | Simon Bennett |

|                    |     |     |
| Tiros              | 10  | 17  |
| Tiros a puerta     | 2   | 2   |
| Faltas             | 13  | 12  |
| Saques de esquina  | 5   | 5   |
| Fueras de juego    | 1   | 1   |
| Posesión del balón | 47% | 53% |

| Alineación inicial |

|                       |
| Campeón               |
| Bandera de Inglaterra |
| Liverpool F. C.       |
| 8.° título            |